# Acronomastax curvicerca
Acronomastax curvicerca är en insektsart som beskrevs av Marius Descamps 1965. Acronomastax curvicerca ingår i släktet Acronomastax och familjen Episactidae. Inga underarter finns listade i Catalogue of Life.